# Nätlöpare
Nätlöpare (Carabus clathratus) är en skalbaggsart som beskrevs av Carl von Linné 1761. Nätlöpare ingår i släktet Carabus, och familjen jordlöpare. Arten är reproducerande i Sverige.

## Bildgalleri

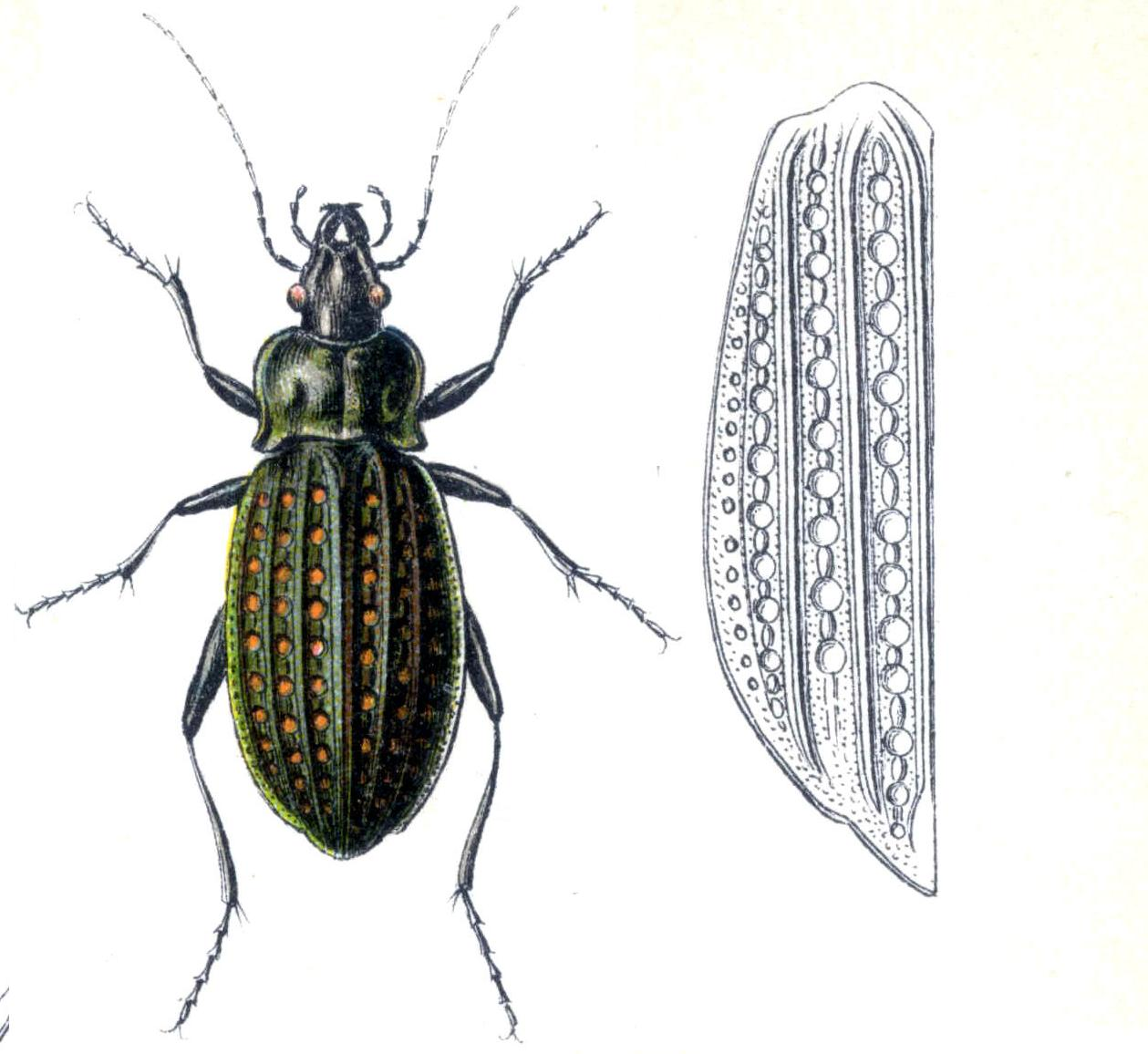
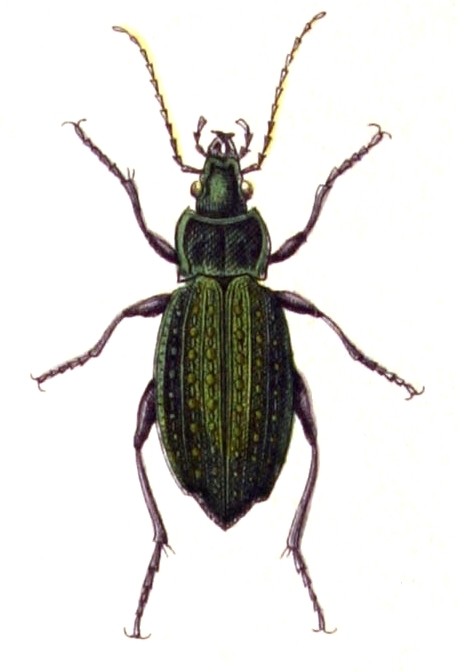
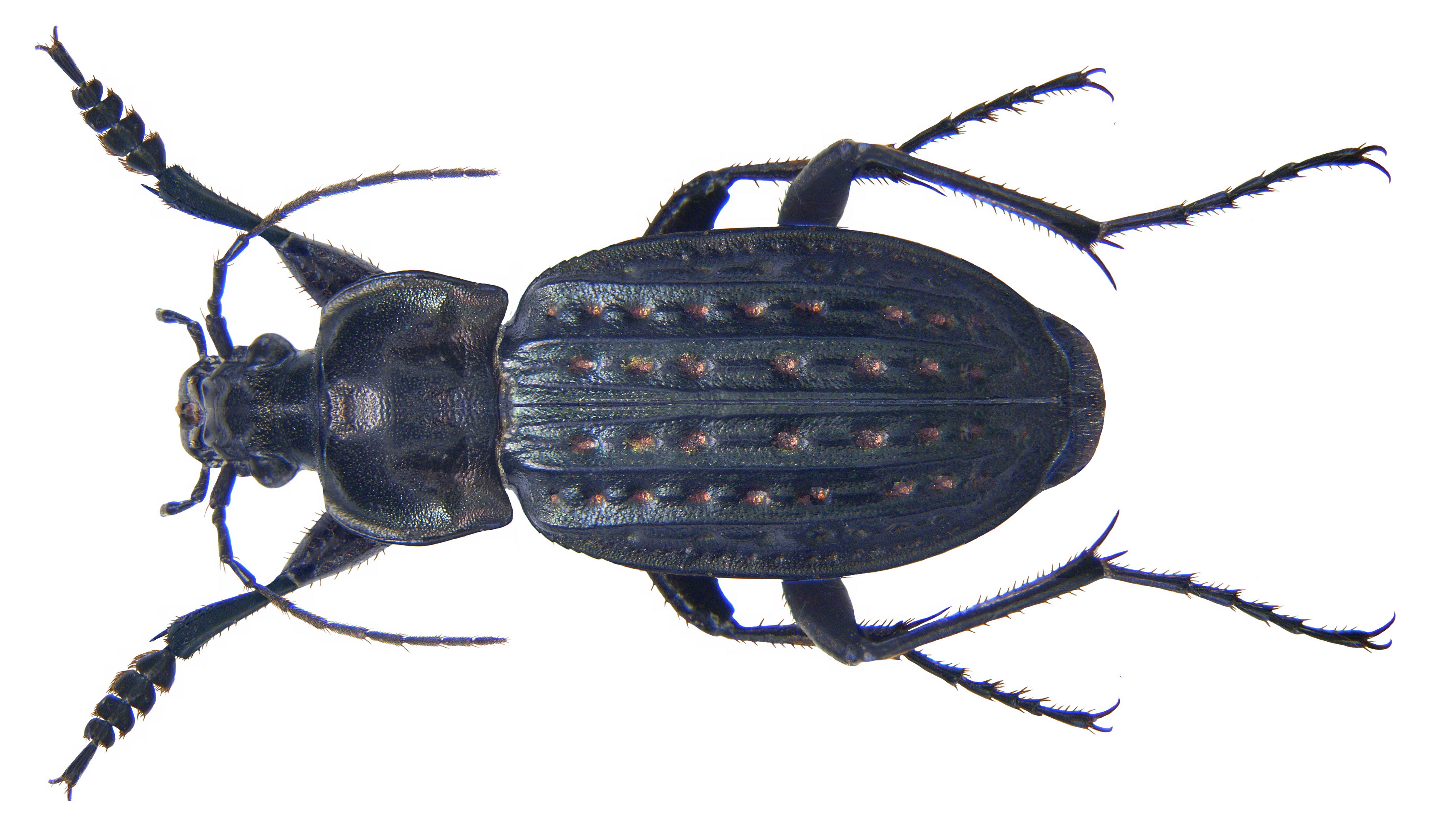
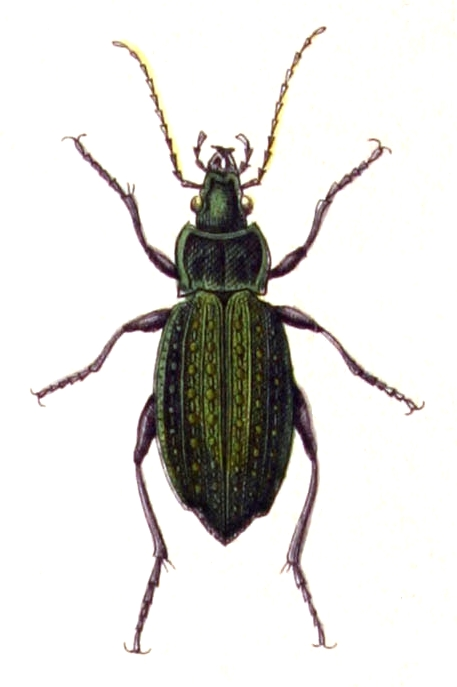